# Lyonsia bracteata
Lyonsia bracteata är en musselart som först beskrevs av Gould 1850.  Lyonsia bracteata ingår i släktet Lyonsia och familjen Lyonsiidae. Inga underarter finns listade i Catalogue of Life.